# فرودگاه یوکان فارو
فرودگاه یوکان فارو (به انگلیسی: Faro Airport (Yukon)) یک فرودگاه همگانی باربری با کد یاتا ZFA است که یک باند فرود شن دارد و طول باند آن ۱۲۱۸ متر است. این فرودگاه در کشور کانادا قرار دارد و در ارتفاع ۷۱۶ متری از سطح دریا واقع شده است.